# البنع (حبيش)

تعديل مصدري - تعديل

البنع محلة تابعة لقرية برحات، التابعة لعزلة قحزة بمديرية حبيش إحدى مديريات محافظة إب في الجمهورية اليمنية، بلغ تعداد سكانها 26 حسب تعداد اليمن لعام 2004.